# Back to the Known
Back to the Known is de derde en tevens de laatste ep van de Amerikaanse punkband Bad Religion. Na het experimentele voorgaande album Into the Unknown uit 1983 is dit weer een plaat in punkstijl, vandaar de titel (vertaald: "terug naar het bekende").
Alle nummers verschenen later ook op het compilatiealbum 80-85.

## Tracklist
1. "Yesterday" - 2:42 (Greg Graffin)
2. "Frogger" - 1:23 (Greg Hetson)
3. "Bad Religion" - 2:13 (Brett Gurewitz)
4. "Along the Way" - 1:38 (Greg Graffin)
5. "New Leaf" - 2:57 (Greg Graffin)

Noot: tussen haakjes staat de tekstschrijver.

## Band
- Greg Graffin - zang
- Greg Hetson - gitaar
- Tim Gallegos - basgitaar
- Peter Finestone - drums
- Brett Gurewitz - gitaar